# Most Obrenovac-Surčin
Most Obrenovac-Surčin (srbsky Мост Обреновац-Сурчин) je most přes řeku Sávu v blízkosti srbského hlavního města Bělehradu. Most dlouhodobě nebyl dobudován, vznikal po tři dekády v 20. a 21. století. Název odkazuje na dvě sídla, která most přes řeku Sávu spojuje.
Most byl původně projektován jako nosný pro teplovod, neboť se nachází v blízkosti elektrárny Nikola Tesla. Základní kámen mostu byl na obrenovacké straně položen v roce 1994. Most měl umožnit teplu z elektrárny dosáhnout velkého sídliště Nový Bělehrad. V roce 1997 byl projekt mostu změněn tak, aby umožňoval přepravu tanků a další vojenské techniky, a poté byl záměr rozšířen o běžnou dopravu. Kvůli finančním omezením způsobeným ekonomickým kolapsem Srbska (resp. SRJ) v druhé polovině 90. let 20. století byly práce v roce 1998 zastaveny. Bombardování Srbska ze strany NATO v roce 1999 dalo dokončení mostu stopku, protože bylo třeba opravit mnoho jiné infrastruktury po celé zemi. 
Myšlenka dokončení torza mostu se znovu objevila v roce 2006. Dokončení výstavby inicioval až bělehradský primátor Dragan Đilas v dubnu 2010. Příprava byla zahájena roku 2011 a most byl dán do užívání dne 1. prosince téhož roku.